# مجلة دار المعلمين
مجلّة دار المعلمين هي مجلّة شهريّة فصليّة، تأسّست في فلسطين الانتدابيّة، وتحديدا في مدينة القدس، بعد الحرب العالميّة الأولى في عام 1920، عن كلّيّة دار المعلمين في القدس. يُذكر أنّها صدرت باللغة العربيّة، وكانت تتناول شؤون المعلّمين، الطلّاب والخرّيجين. توقّفت المجلّة عن الصدور عام 1948، وذلك عقب الأحداث والاضطّرابات السياسيّة الّتي عصفت بالبلاد.

## التسمية
أُطلق عليها اسم الكلّيّة العربية وذلك بسبب تغيير اسم المعهد الّذي تعاقب على إدارته كلٌّ مِن الأستاذ خليل السكاكيني، خليل طوطح ثم أحمد سامح الخالدي.

## التحرير
في بداية السنة السابعة على إصدارها، كان يقوم بتحريرها كلّ مِن طلّاب دار المعلمين وخرّيجيها، كما وتناوب العديد من الطلّاب على مناصب الهيئة التحريريّة.
في عام 1932 أصبحت المجلّة فصليّة بعد أن كانت شهريّة (10 مرات في السنة). وبشكل استثنائيّ قام الأستاذ سامح الخالدي بنشر كتابه "أنظمة التعليم" بدلًا مِن بعض الأعداد الّتي صدرت بين السنوات 1932-1935.